# Kolchis

Kaukasus-Region 290 v. Chr., der Staat Kolchis in Grün

Kolchis (altgriechisch Κολχίς; latinisiert Colchis; lasisch/mingrelisch Kolcha; georgisch კოლხეთი Kolcheti) war eine antike Landschaft zwischen dem Kaukasus und der Ostküste des Schwarzen Meeres.
Es ist auch die Bezeichnung für ein antikes Königreich, das sein Zentrum in dieser Landschaft hatte.

## Mythologie
In der Argonautensage war Kolchis die Heimat der Medea und das Ziel Iasons und der Argonauten auf der Suche nach dem Goldenen Vlies. Nach der Sage wurden in Kolchis auf dem kirkäischen Feld die verstorbenen Männer in Stierfelle genäht und in Weiden aufgehängt. Die Frauen wurden hingegen in der Erde bestattet.
Die Kolchis der Mythologie soll einen Garten mit Heil- und Giftpflanzen gehabt haben. Aietes, der König von Kolchis, der Vater der Medea, soll ein Magier und Giftkundiger gewesen sein.

## Geschichte

### Vorgeschichte
Die fruchtbare Ebene südlich des Kaukasus war früh von Jägern und Sammlern bewohnt. Östlich im nahen Gebirgsmassiv wurde bereits 6000 v. Chr. Kupfer abgebaut. Der Fund von Traubenkernen zeugt vom Weinanbau um 5000 v. Chr.
Östlich der eigentlichen Kolchis entwickelte sich die nach den Flüssen benannte bronzezeitliche Kura-Araxes-Kultur des 3. Jahrtausends v. Chr., die Handelsbeziehungen bis nach Mesopotamien unterhielt. Archäologisch ist die Kolchis-Kultur der mittleren Bronzezeit (1700–600 v. Chr.) seit dem zweiten Viertel des 2. Jahrtausends v. Chr. in Westgeorgien nachzuweisen. Die Kultur ist durch Blockbauarchitektur, spezifische Keramik, landwirtschaftliche Bronzegeräte und Waffen gekennzeichnet.

### Antike Berichte

#### Urartäer
Ein Land Qulḫa wurde in urartäischen Quellen im 8./7. Jahrhundert v. Chr. erwähnt. Ob es mit der Kolchis identisch ist, ist umstritten. Dieser Staat wurde vermutlich Ende des 8. Jahrhunderts von den Skythen und Kimmerern vernichtet. Später sollen kleinere Reiche dieser Völker dort entstanden sein.

#### Griechen

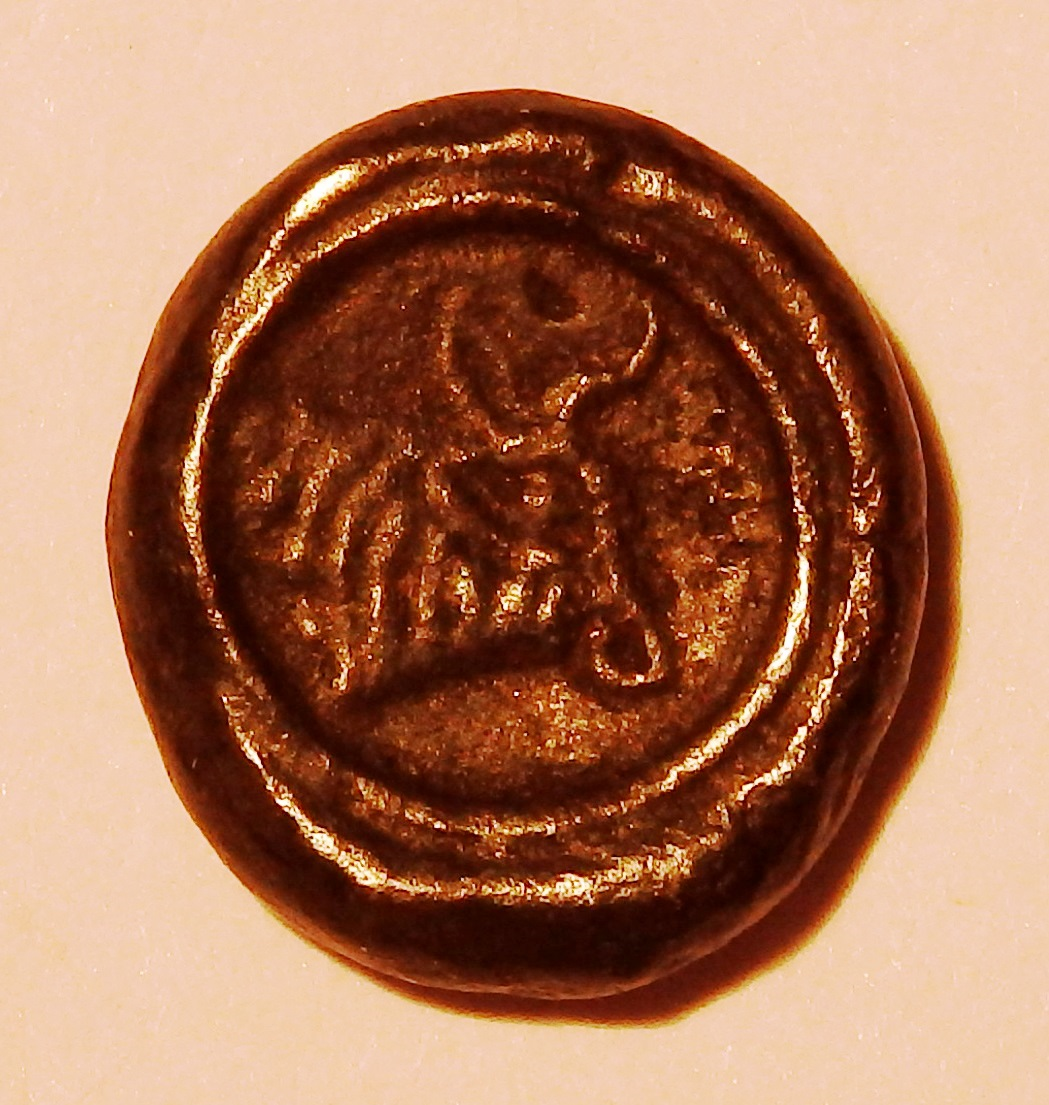
Hemidrachme aus Kolchis, Stierkopf, ca. 500–300 v. Chr. geprägt

In das 8./7. Jh. v. Chr. fällt auch die erste Erwähnung bei den Griechen, und es taucht erstmals griechische Keramik auf. Eumelos von Korinth nennt das Land Kolchida. Auch Silbermünzen nach griechischen Vorbildern, aber unbeschriftet, wurden in Kolchis geprägt.

#### Herodot
Nach Herodot (Historien IV, 37) leben die Perser bis zum Roten Meer, über ihnen nach Norden die Meder, über diesen die Saspiren und über diesen die Kolcher. Diese leben bis zum „nördlichen Meer“, in das der Fluss Phasis mündet. Die Kolcher sind ägyptischer Herkunft, Soldaten des sagenhaften ägyptischen Herrschers Sesostris, die dieser am Phasis zurückließ oder die, erschöpft von den Feldzügen, freiwillig zurückblieben. Herodot kann dies aus eigener Anschauung bestätigen, da die Kolcher eine schwarze Hautfarbe und krauses Haar haben und die Männer beschneiden. Weiterhin ähnelten Ägypter und Kolcher sich in der Art, in der sie Leinen herstellen; auch Lebensweise und Sprache seien einander ähnlich.
Es gibt freilich Autoren, die bezweifeln, dass Herodot jemals selbst das Schwarze Meer erreichte. Patrick T. English berichtet von Herodot, dass in Sochumi „Neger“ lebten, die nach der lokalen Überlieferung entweder durch eine georgische Prinzessin oder durch einen türkischen Gutsbesitzer als Sklaven hierher gebracht wurden. Er hält sie für die Nachkommen der alten schwarzen Kolcher.
Herodot berichtet ferner, dass die Kolcher den Persern alle fünf Jahre 100 Knaben und 100 Jungfrauen als Tribut bringen.

#### Pindar
Auch Pindar beschreibt die Kolcher als schwarzgesichtig. Da ihm der Nil und der Phasis als die Enden der Erde galten, war dies vielleicht auf die Nähe zur auf- und untergehenden Sonne zurückzuführen.

#### Hippokrates
In der hippokratischen Schrift Von Luft, Wasser und Landschaft gibt es eine ausführliche Beschreibung der Kolchis.
Danach ist die Gegend sumpfig, feucht, warm und bewaldet. Der Fluss Phasis hat nur wenig Gefälle. Zu allen Jahreszeiten fällt viel Regen. Zwischen den Jahreszeiten gibt es wenig Temperaturunterschiede. Das Land ist vor dem Nordwind geschützt, wenn er weht, dann nur schwach und sanft. Nur der warme Wind cenchron weht manchmal heftig. Die Bewohner leben auf Pfahlbauten im Sumpf und benutzten Einbäume als wichtigstes Transportmittel. Sie gehen nur selten zu Fuß, „weder in die Stadt noch auf den Markt“, sondern benutzen stattdessen die zahlreichen Kanäle. Sie trinken das stehende Wasser, sowohl wenn es im Sommer warm und faulig ist als auch nach Regenfällen. Alle Früchte sind unbekömmlich, schwach und schlecht gewachsen, weil das Land so wasserreich ist und wegen der häufigen Nebel werden sie nicht richtig reif.
Aus diesen Gründen – der Autor glaubt, dass die Umwelt den Körperbau der Einwohner bestimme – sind die Phaselier groß und so fett, dass man keine Gelenke oder Adern erkennen kann. Sie haben eine gelbliche Hautfarbe, als ob sie an Gelbsucht litten. Von allen Menschen haben sie die rauesten Stimmen, weil die Luft hier neblig und trüb ist.

### Selbstständiges Königreich und griechische Kolonisation

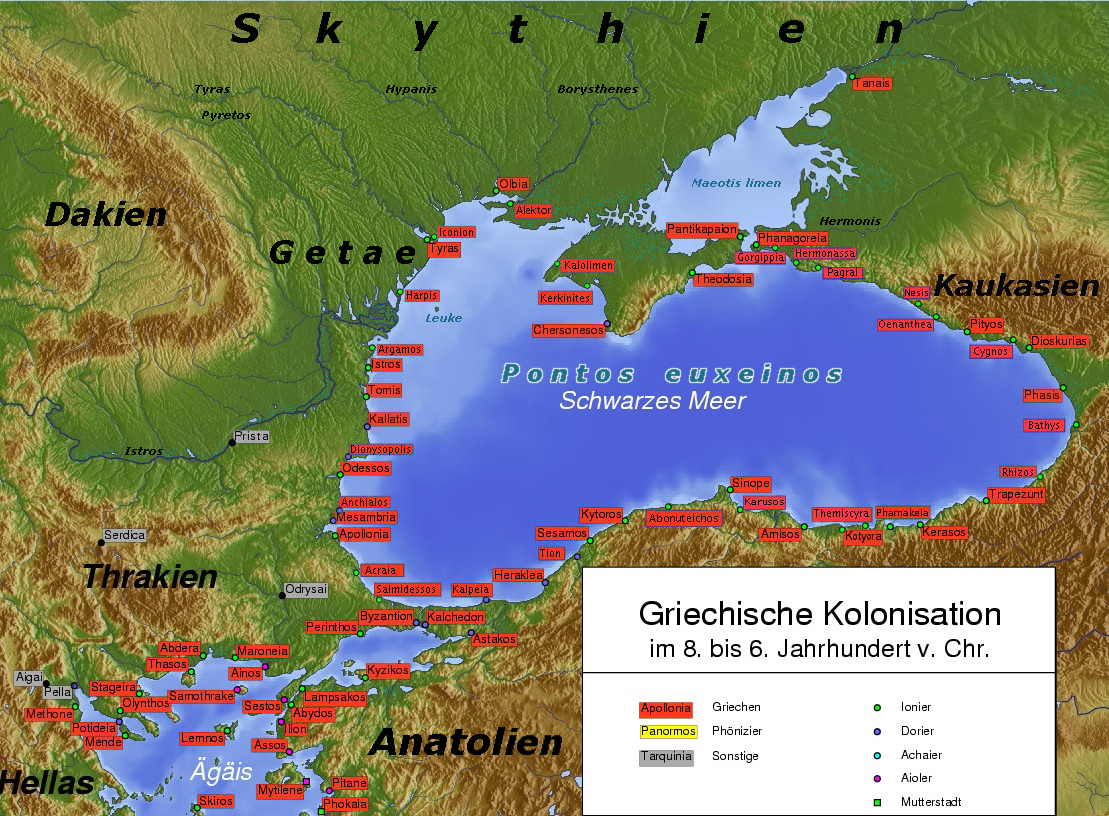
Griechische Kolonien am Schwarzen Meer

Ab dem 6. Jahrhundert v. Chr. ist das Königreich Kolchis als Sklavenhalterstaat am Schwarzen Meer nachweisbar. Das Hauptgebiet des Königreiches lag zwischen der Hafenstadt Sochumi im Norden und der Mündung des Çoruh im Süden. Die südlich des Staates gelegenen Gebiete der Tibarener, Mossynoiker, Makroner, Moschoi und Marer gehörten zwar zu einer persischen Satrapie, konnten aber mehrfach die persische Herrschaft abschütteln.
Im 7. Jahrhundert v. Chr. entstanden die ersten griechischen Kolonien, so Phasis, Dioskurias und Gyenos, die wohl alle von Milet aus gegründet wurden. Später kam Pityunt hinzu. Die Kolonien nahmen jedoch keinen Einfluss auf die politische Entwicklung. Kolchis entwickelte vermutlich schon früh eine große Militärmacht, da der Sklavenhandel blühte und es sich lange Zeit seine Unabhängigkeit bewahren konnte.
Nachdem Alexander der Große das Perserreich erobert hatte, soll ein gewisser Ason aus Pontos ganz Georgien erobert haben, auch Kolchis und seinen Nachbarstaat Iberien. Nachdem Ason unter Führung des Königs Parnawas aus Iberien vertrieben worden war, fiel Kolchis in lose Abhängigkeit von dessen Reich und war somit der einzige Teil Georgiens, der nun nicht zu Iberien gehörte. Nach dem Tod von Parnawas’ Nachfolger Saurmag wurde Kolchis wieder unabhängig. In der Folgezeit kam es zu einem wirtschaftlichen Aufschwung, der dem Staat großen Reichtum bescherte. Im 2. Jahrhundert v. Chr. verlor es seine Selbstständigkeit an Pontos.

### Teil von Pontos
Ab dem 2. Jahrhundert v. Chr. war Kolchis Teil des expandierenden Pontos. Mithridates VI. von Pontos ließ Kolchis von seinem Bruder Mithridates Chrestos regieren, der jedoch bald wegen des Verdachts auf Verrat hingerichtet wurde. Während des dritten Mithridatischen Kriegs wurde sein Sohn Machares Herrscher über die Kolchis. Als Pontos jedoch 66 v. Chr. nach drei Kriegen von Rom endgültig besiegt wurde, geriet auch Kolchis in den römischen Machtbereich.

### Kolchis im römischen Machtbereich
Gnaeus Pompeius Magnus übergab nach seinem Sieg über Pontos die Kolchis 65 v. Chr. Aristarchus zur Regentschaft. Nach dem Fall Pompeius’ 47 v. Chr. versuchte Mithridates’ Sohn Pharnakes II., einen Ägyptenaufenthalt Caesars ausnützend, das Reich seines Vaters wiederzugewinnen und besetzte dabei u. a. auch Kolchis. Bald wurde er aber von Caesar in der Schlacht bei Zela geschlagen. Unter Polemon I. gehörte Kolchis zum römischen Vasallenstaat des Bosporanischen Reiches. Später war die Kolchis ein eigenständiger Vasall Roms.
Das Innere des Landes unterlag jedoch nur geringem römischen Einfluss. Im 1. Jahrhundert n. Chr. wanderten aus dem Südosten lasische Stämme in die Kolchis ein und vermischten sich mit der ansässigen Bevölkerung. In der zweiten Hälfte des Jahrhunderts zerfiel das Königreich Kolchis in kleinere Reiche. Im Süden das Reich der Heniocher und das der Makroner, im Zentrum Lasika (Lazika), der Staat der Lasen, und im Norden die Reiche der Abschiler und Abasgen. Von diesen wurde Lasika bald das mächtigste und entwickelte sich zum Nachfolgestaat von Kolchis. Nachdem das Römische Reich und das Partherreich bis an die Grenzen von Kolchis herangewachsen waren, wurden die Konflikte zwischen beiden Staaten auch oft in der Kolchis ausgetragen.
Dort kam es in der ausgehenden Spätantike, im 6. Jahrhundert n. Chr., immer wieder zu heftigen Kämpfen zwischen dem Oströmischen Reich und den Sassaniden (vor allem zwischen 541 und 562). Heute gehört die Region zu Georgien.

## Stämme der Kolcher
In der Kolchis lebten unter anderem die Stämme der Machelones, Heniocher, Zydretä, Lasen, Apschiler, Swanen, Sanigä, Geloni, Melanchtâni, Moschoi und Bruchi.

## Wirtschaft
Die ersten griechischen Handelsniederlassungen an der Küste entstanden im 7. Jahrhundert v. Chr. Sie verbanden Kolchis mit der antiken Welt, insbesondere Griechenland und Kleinasien und führten zu einer florierenden Wirtschaft. Die griechischen Kolonien nahmen jedoch kaum politisch Einfluss, sondern beschränkten sich auf den Handel. Die wichtigsten Städte waren Dioscurias, Phasis und Gyenos. Handelszentren im Landesinneren waren Dablagomi, Wani und Kutaissi. Der Handel wird auch durch zahlreiche Münzfunde belegt, so fand man Münzen aus Samos und Sinope. Es wurde auch eine eigene Münze, die sogenannte „Kolkhuri Tetri“, auf Veranlassung des Staates geprägt. Diese war in den Handelszentren an der Küste wie im Landesinneren weit verbreitet und bis ins 2. Jahrhundert v. Chr. im Umlauf.
Importiert wurden vor allem Luxuswaren, darunter kostbares Geschirr, Wein, Spezereien und Schmuck. Exportgüter waren Holz, Leinöl, Harz und Wachs, Gold und Eisen sowie Fasane, Pferde, und Leinen. Die Kolchis war bekannt für die dort gefertigte Leinwand. Auch soll in der Kolchis schon früh Wein angebaut worden sein. Zudem wurden Sklaven exportiert.
Legendär war die antike Goldgewinnung, von der schon die Argonautensage zu berichten weiß. Tatsächlich wurde in den Flüssen Swanetiens Gold wahrscheinlich mit Widderfellen gewaschen. Insbesondere zur hellenistischen Zeit, unter König Saulakis, wurden große Mengen Gold in Swanetien abgebaut. 50 km südwestlich von Tiflis fanden Geologen der Ruhr-Universität Bochum im Jahre 2004 das bisher älteste Goldbergwerk der Welt beim Örtchen Sakridissi, wo bereits 3000 v. Chr. Gold unter Tage gefördert wurde. Die Siedlung für 2000–3000 Menschen, die sich um das Bergwerk gebildet hatte, wird ebenfalls ausgegraben. Seit dem 19. Jahrhundert wurden zahlreiche Funde von goldenen Gegenständen vor allem an der Küste des Schwarzen Meeres gemacht, die die hochstehende Metallkunst der Kolcher belegen. Schläfenschmuck mit granulierten Goldperlen, Diademe, feinziselierte Anhänger in Gazellen- oder Schildkrötenform sind heute im Georgischen Nationalmuseum in Tiflis ausgestellt.

## Kultur
Die Kultur der Kolchis entwickelte sich aus der bronzezeitlichen Kolchis-Kultur über die Kultur von Qulḫa. Die Gebäude in den Städten waren aus massivem Stein erbaut und mit Dachziegeln bedeckt.